# Aeschnophlebia viridis
Aeschnophlebia viridis – gatunek ważki z rodziny żagnicowatych (Aeshnidae). Znany jest wyłącznie z Parku Narodowego Bạch Mã w środkowym Wietnamie.